# Rodrigo Izquierdo
Rodrigo Andrés Izquierdo Díaz, noto semplicemente come Rodrigo Izquierdo (San Ramón, 19 novembre 1992), è un calciatore uruguaiano, difensore del Tembetary.

## Caratteristiche tecniche
È un terzino destro.

## Carriera
Cresciuto nel settore giovanile del Cerro, ha esordito in prima squadra il 7 settembre 2014 disputando l'incontro di Primera División Profesional perso 4-0 contro il Tacuarembó. Dal 2017 al 2019 ha militato nello Zacatepec, in Messico, prima di fare ritorno al Cerro.